# Darkane
Darkane – szwedzki zespół z Helsingborga grający death metal. Nie jest to jednak typowy deathmetalowy zespół, ponieważ do swojej muzyki dodaje elementy symfoniczne, orkiestralne, akustyczne, a także wprowadza chórki. Początkowo grupa nosiła nazwę Agretator, jednak zmieniono ją na Darkane. Nowa nazwa powstała z połączenia z połączenia słów Dark i Arcane na zasadzie kontominacji.
Zespół nagrał pięć albumów studyjnych, pierwszy Rusted Angel rok po założeniu, ostatni The Sinister Supremacy w 2013 roku. Ponadto grupa nagrała dwa covery, które znalazły się na dwóch tribute albumach. W skład zespołu wchodzi pięciu muzyków.

## Muzycy
| Obecny skład zespołu - Jörgen Löfberg - gitara basowa (od 1998) - Peter Wildoer - perkusja (od 1998) - Klas Ideberg - gitara (od 1998) - Christofer Malmström - gitara (od 1998) - Jens Broman - śpiew (od 2007) | Byli członkowie zespołu - Andreas Sydow - śpiew (1998-2007) - Bjorn "Speed" Strid - perkusja (1998) - Lawrence Mackrory - śpiew (1999) |

## Dyskografia
Albumy studyjne
- Rusted Angel (1999)
- Insanity (album) (2001)
- Expanding Senses (2002)
- Layers of Lies (2005)
- Demonic Art (2008)
- The Sinister Supremacy (2013)

Inne
- A Tribute to Accept (cover piosenki "Restless & Wild" zespołu Accept)
- A Tribute to the Beast (cover piosenki "Powerslave" zespołu Iron Maiden)